# ハーリド・イーサ
ハリド・エイサ（アラビア語: خالد عيسى、Khalid EisaまたはKhalid Essa、1989年9月15日 - 、）は、アラブ首長国連邦のサッカー選手。アル・アインFC所属、ポジションはGK。UAE代表。
ハーリド・イーサ、ハーリド・イーサー、ハリド・イーサとも。

## 来歴

### クラブ
2013年にアル・ジャジーラからアル・アインに移籍。

### 代表
2012年ロンドン五輪、AFCアジアカップ2015などに出場している。
ロシアW杯アジア最終予選第1戦日本戦では先発出場し、当時の日本のエース本田圭佑に先制ゴールこそ許したが、チームが2点を決め逆転した状況で日本の猛攻を自身のファインセーブなどで防ぎ、チームの逆転勝利に貢献した。
チームが準優勝したガルフカップ2017では、最優秀ゴールキーパーに選出された。